# Зрече
Зрече (словен. Zreče) — місто (з 2020 року) в общині Зрече, Савинський регіон, Словенія. Туристичний центр, курортне місто.
Висота над рівнем моря: 396,4 м.